# Oberland am Rennsteig
Oberland am Rennsteig era un comune di 2.407 abitanti della Turingia, in Germania.

## Storia
Nel 2013 il comune di Oberland am Rennsteig venne aggregato alla città di Sonneberg.